# PBHAG Nr. 9
Die Nr. 9 der Preußischen Bergwerks- und Hütten AG in Hindenburg war eine fünffachgekuppelte Tenderlokomotive für den Betrieb auf der dortigen Sandbahn. Sie war neben der Schwesterlokomotive Nr. 8 eine der schwersten und leistungsfähigsten Tenderlokomotiven in Deutschland.

## Geschichte
Die ersten fünffach gekuppelten Tenderlokomotiven waren schon 1913 von Borsig an die Sandbahnen Oberschlesiens geliefert wurden. (siehe: GA Nr.1)
1936 fertigte die Berliner Maschinenbau AG BMAG für die Preußische Bergwerks- und Hütten AG  eine 1'E1' h2-Lokomotive, welche mit 23 t Achsfahrmasse eine der beiden schwersten je in Deutschland eingesetzten Tenderlokomotiven war. Sie erhielt die Bahnnummer 9.
Eine weitere Lokomotive mit ähnlichen technischen Parametern war 1936 bereits von den Borsig-Lokomotivwerken an die Preußische Bergwerks- und Hütten AG geliefert worden.
Nach dem Zweiten Weltkrieg wurden die in Oberschlesien gelegenen Bergwerksanlagen der Gesellschaft durch den polnischen Staat enteignet. Die Lokomotive wurde nach 1945 von der neu gegründeten staatlichen Sandbahn Przedsiębiorstwo Materiałów Podsadzkowych Przemysłu Węglowego (PMPPW) übernommen und erhielt die neue Nummer TKz-226. Ihr weiterer Verbleib ist unbekannt.